# Assassin's Creed (datorspelsserie)
Assassin's Creed-serien är en serie av datorspel som inleddes med Assassin's Creed. Spelen handlar om Assassinerna, ett brödraskap som fanns i Mellanöstern under korstågen. Deras fiender är Tempelherreorden som kontrollerar världen och vill uppnå "världsfred". Tempelherreorden söker efter magiska föremål som sägs ta bort fri vilja och Assassinerna försöker hindra Tempelherreorden från att hitta detta föremål och förhindra dem från att ta kontroll över världen.  
2016 släpptes en spelfilm baserad på datorspelen.

## Spel i serien
| Epoker                                | Titel                                 | År   |                  |                  |      |
| ------------------------------------- | ------------------------------------- | ---- | ---------------- | ---------------- | ---- |
| Epoker                                | Titel                                 | År   | Tredje korståget | Assassin's Creed | 2007 |
| Assassin's Creed: Altaïr's Chronicles | 2008                                  |      | Tredje korståget |                  |      |
| Assassin's Creed: Bloodlines          | 2009                                  |      | Tredje korståget |                  |      |
| Renässansen                           | Assassin's Creed II                   | 2009 |                  |                  |      |
| Renässansen                           | Assassin's Creed II: Discovery        | 2009 |                  |                  |      |
| Renässansen                           | Assassin's Creed II: Multiplayer      | 2010 |                  |                  |      |
| Renässansen                           | Assassin's Creed: Project Legacy      | 2010 |                  |                  |      |
| Renässansen                           | Assassin's Creed: Brotherhood         | 2010 |                  |                  |      |
| Renässansen                           | Assassin's Creed: Revelations         | 2011 |                  |                  |      |
| Renässansen                           | Assassin's Creed: Multiplayer Rearmed | 2011 |                  |                  |      |
| Renässansen                           | Assassin's Creed: Recollection        | 2011 |                  |                  |      |
| Renässansen                           | Assassin's Creed Indentity            | 2014 |                  |                  |      |
| Tidigmoderna tiden                    | Assassin's Creed III                  | 2012 |                  |                  |      |
| Tidigmoderna tiden                    | Assassin's Creed III: Liberation      | 2012 |                  |                  |      |
| Tidigmoderna tiden                    | Assassin's Creed IV: Black Flag       | 2013 |                  |                  |      |
| Tidigmoderna tiden                    | Assassin's Creed: Pirates             | 2013 |                  |                  |      |
| Tidigmoderna tiden                    | Assassin's Creed Memories             | 2014 |                  |                  |      |
| Tidigmoderna tiden                    | Assassin's Creed Rogue                | 2014 |                  |                  |      |
| Franska revolutionen                  | Assassin's Creed Unity                | 2014 |                  |                  |      |
| Mingdynastin                          | Assassin's Creed Chronicles: China    | 2015 |                  |                  |      |
| Viktorianska tiden                    | Assassin's Creed Syndicate            | 2015 |                  |                  |      |
| Ptolemaiska Egypten                   | Assassin's Creed Origins              | 2017 |                  |                  |      |
| Peloponnesiska kriget                 | Assassin's Creed Odyssey              | 2018 |                  |                  |      |
| Vikingatiden                          | Assassin's Creed Valhalla             | 2020 |                  |                  |      |
| Muslimska guldåldern                  | Assassin's Creed Mirage               | 2023 |                  |                  |      |
| Sengoku-perioden                      | Assassin's Creed Shadows              | 2025 |                  |                  |      |

1. ↑  Utspelas även under epokerna Tredje korståget, Feodala Japan och Mongolväldet

## Mottagande
| Spel                                  | GameRankings                                                                  | Metacritic                                           |
| Assassin's Creed                      | (PS3) 79.30% (360) 82.92% (PC) 79.87%                                         | (PS3) 81 (360) 81 (PC) 79                            |
| Assassin's Creed: Altaïr's Chronicles | (NDS) 58.00%                                                                  | (NDS) 58                                             |
| Assassin's Creed: Bloodlines          | (PSP) 63.63%                                                                  | (PSP) 63                                             |
| Assassin's Creed II                   | (PS3) 90.71% (360) 90.01% (PC) 83.50%                                         | (PS3) 91 (360) 90 (PC) 86                            |
| Assassin's Creed II: Discovery        | (NDS) 71.46%                                                                  | (NDS) 69                                             |
| Assassin's Creed: Brotherhood         | (PS3) 89.92% (360) 90.62% (PC) 87.64%                                         | (PS3) 90 (360) 89 (PC) 88                            |
| Assassin's Creed: Revelations         | (PS3) 80.05% (360) 79.04% (PC) 74.67%                                         | (PS3) 80 (360) 80 (PC) 80                            |
| Assassin's Creed III                  | (PS3) 85.56% (360) 84.92% (WIIU) 83.00% (PC) 80.75%                           | (PS3) 85 (360) 84 (WIIU) 85 (PC) 80                  |
| Assassin's Creed III: Liberation      | (Vita) 71.74%                                                                 | (Vita) 70                                            |
| Assassin's Creed IV: Black Flag       | (PS3) 87.62% (360) 85.74% (WIIU) 87.00% (PS4) 85.31% (ONE) 81.00% (PC) 82.86% | (PS3) 88 (360) 86 (WIIU) 86 (PS4) 83 (ONE) – (PC) 84 |
| Assassin's Creed Memories             | (IOS) 42.50%                                                                  | (IOS) 48                                             |
| Assassin's Creed Rogue                | (PS3) 74.06% (360) 73.13% (PC) 69.75%                                         | (PS3) 72 (360) 72 (PC) 74                            |
| Assassin's Creed Unity                | (PS4) 68.11% (ONE) 70.18% (PC) 73.33%                                         | (PS4) 70 (ONE) 72 (PC) 70                            |

Assassin's Creed-serien, särskilt huvudspelen, har fått positiv kritik från både fans och spelkritiker. Under april 2014 hade serien sålts i över 73 miljoner exemplar.